# Wiktor Siennicki (pułkownik)
Wiktor Siennicki (ur. 5 lipca 1924 w Warszawie, zm. 1 sierpnia 1990 tamże) – pułkownik Sił Zbrojnych Polskiej Rzeczypospolitej Ludowej, funkcjonariusz cywilnych i wojskowych organów bezpieczeństwa PRL, zastępca szefa Wojskowej Służby Wewnętrznej.

## Życiorys
Syn Edwina i Genowefy. Podczas II wojny światowej brał udział w walkach w szeregach Gwardii Ludowej i Armii Ludowej. Nosił pseudonim Rysiek. Brał udział w powstaniu warszawskim jako żołnierz batalionu AL imienia Czwartaków.
W 1945 rozpoczął służbę w organach bezpieczeństwa. Brał udział w walkach z podziemiem niepodległościowym. W latach 1945–1950 służył w Wojewódzkim Urzędzie Bezpieczeństwa Publicznego w Warszawie kolejno jako referent, starszy referent i kierownik sekcji. Od 1950 w centrali Ministerstwa Bezpieczeństwa Publicznego kolejno jako starszy referent Sekcji I Wydziału V w Departamencie V (1950–1952), kierownik Sekcji III Wydziału IV Departamentu V (1952–1954), kierownik Sekcji III Wydziału VI/IV w Departamencie III MBP (1954–1956). W 1955 służył w stopniu kapitana. W 1957 został przeniesiony do wojskowych organów bezpieczeństwa, gdzie w związku z likwidacją Głównego Zarządu Informacji Wojska Polskiego tworzono Wojskową Służbę Wewnętrzną. Wiele stanowisk kierowniczych w nowym organie kontrwywiadu obejmowali wówczas oficerowie oddelegowani z MBP. W latach 1960–1964 był szefem Oddziału I w Zarządzie I (Operacyjnym) WSW. W latach 1964–1965 służył w Międzynarodowej Komisji Kontroli i Nadzoru w Wietnamie. Po powrocie do kraju szef Oddziału VI Szefostwa WSW (1965–1966), szef Zarządu VI Szefostwa WSW (1966–1967), szef Zarządu I Szefostwa WSW (1967–1971). W latach 1971–1979 zastępca szefa WSW gen. Teodora Kufla i jego najbliższy współpracownik. Na przełomie lat 60. i 70. na polecenie gen. Kufla, w ramach walk frakcyjnych w PZPR, osobiście i przy zachowaniu najgłębszej konspiracji prowadził rozpracowanie najważniejszych generałów Wojska Polskiego, m.in. ówczesnego ministra obrony narodowej gen. Wojciecha Jaruzelskiego. Był także ściśle zaangażowany w przeprowadzanie czystek antysemickich w wojsku w latach 1967–1968, między innymi nadzorował sporządzanie list oficerów pochodzenia żydowskiego, którzy byli następnie degradowani. W 1979 krótko pełnił funkcję szefa Zarządu V Szefostwa WSW. Odszedł z WSW w 1979 roku wraz z odwołaniem ze stanowiska gen. dyw. Teodora Kufla. Od 18 lipca 1979 do 29 stycznia 1980 odbył szkolenie przygotowawcze dla attaché wojskowych. W okresie od 31 stycznia 1980 do 3 marca 1983 attaché wojskowy, morski i lotniczy przy Ambasadzie PRL w Belgradzie. W stan spoczynku przeszedł w marcu 1983 w wieku 59 lat, pożegnany oficjalnie przez wiceministra obrony narodowej gen. broni Józefa Urbanowicza. 
Był członkiem PPR i PZPR.
Był żonaty z Wandą Barbarą z domu Budke (1928–2008).
Zmarł w Warszawie, pochowany na cmentarzu Wojskowym na Powązkach (kwatera A4-1-22).

## Ordery i odznaczenia
- Order Sztandaru Pracy II klasy
- Krzyż Komandorski Orderu Odrodzenia Polski
- Krzyż Kawalerski Orderu Odrodzenia Polski
- Krzyż Srebrny Orderu Virtuti Militari
- Złoty Krzyż Zasługi
- Krzyż Partyzancki
- Warszawski Krzyż Powstańczy[5]
- Medal 30-lecia Polski Ludowej
- Medal 40-lecia Polski Ludowej
- Medal 10-lecia Polski Ludowej
- Złoty Medal „Siły Zbrojne w Służbie Ojczyzny”
- Złoty Medal „Za Zasługi dla Obronności Kraju”
- Srebrny Medal „Za Zasługi dla Obronności Kraju”
- Brązowy Medal „Za Zasługi dla Obronności Kraju”
- Medal im. Ludwika Waryńskiego (1987)[6]
- Order Czerwonego Sztandaru (ZSRR)
- Order Wojny Ojczyźnianej II stopnia (ZSRR)